# 什切青大学
什切青大学（波蘭語：Uniwersytet Szczeciński），是位於波兰西波美拉尼亞省什切青的一所公立大学，也是西波美拉尼亞省最大的大學，擁有33,267位學生及1,200位教職員。
該校由9個學院組成：
- 人文學院
- 法律與經營學院
- 自然科學院
- 數學與物理學院
- 經濟與管理學院
- 服務管理與經濟學院
- 神學院
- 地球科學院
- 語文學院